# Rijeka Reževići
Rijeka Reževići (en serbe cyrillique : Ријека Режевићи) est un village du sud du Monténégro, dans la municipalité de Budva.

## Démographie

### Évolution historique de la population
| 1948 | 1953 | 1961 | 1971 | 1981 | 1991 | 2003 |
| ---- | ---- | ---- | ---- | ---- | ---- | ---- |
| 59   | 74   | 56   | 54   | 42   | 38   | 41   |